# Morinda
Morinda es un género de unas 80 especies de plantas con flores del orden de las Gentianales de la familia de las Rubiaceae. Son árboles, arbustos y vides naturales de las zonas tropicales.

## Descripción
Son arbolitos, arbustos, o trepadoras volubles, terrestres, inermes, las flores bisexuales o algunas veces dioicas (fuera de Mesoamérica). Hojas opuestas o algunas veces verticiladas, isofilas, ligeramente anisofilas o a veces aparentemente alternas con la hoja subyacente a la inflorescencia ausente, enteras, algunas veces con domacios; nervadura menor no lineolada; estípulas interpeciolares y a veces parcialmente intrapeciolares, generalmente triangulares, obtusas a agudas, erguidas, persistentes o caducas, valvares. Inflorescencias terminales, axilares u opositifolias, solitarias o fasciculadas, en cabezuelas pedunculadas, sin brácteas, generalmente globosas a subglobosas. Flores sésiles, homostilas o a veces distilas, todas las de una cabezuela unidas por los ovarios, fragantes; limbo calicino truncado a denticulado, sin calicofilos (en Mesoamérica); corola infundibuliforme a hipocraterimorfa, blanca, blanco-amarillenta o azul pálido, glabra a pubérula en el exterior, pilosa en la parte distal en el interior, los lobos 4-7, valvares, algunas veces con pequeños apéndices apicales; estambres 4-7, incluidos o exertos, las anteras dorsifijas en el 1/2 distal; estigmas 2, oblongos, incluidos o exertos; ovario 2-locular o incompletamente 4-locular, los óvulos 1 por lóculo, ascendentes. Frutos en drupas, múltiples, sincárpicas, carnosas; pirenos 2-4 por flor, oblongos, obovoides a reniformes, cartilaginosos u óseos.

## Taxonomía
El género fue descrito por Carlos Linneo y publicado en Species Plantarum 1: 176. 1753. La especie tipo es: Morinda royoc Sessé & Moc.
Etimología
Morinda: nombre genérico que deriva de las palabras de latín: morus = "morera", por los frutos, e inda, que significa "de la India"

## Especies más conocidas
- Morinda ammitia Halford & A.J.Ford
- Morinda citrifolia L.
- Morinda cinnamomea Craib
- Morinda guatemalensis (Donn.Sm.) Steyerm.
- Morinda jasminoides A.Cunn.
- Morinda lucida A.Gray
- Morinda odontocalyx (Sandwith) Steyerm.
- Morinda officinalis F.C.How
- Morinda royoc Sessé & Moc.
- Morinda umbellata Labill. ex Baill.